# Gastrolobium microcarpum
Gastrolobium microcarpum là một loài thực vật có hoa trong họ Đậu. Loài này được (Meissner) Benth. miêu tả khoa học đầu tiên.